# Heartbeats Accelerating
Albums de Kate & Anna McGarrigle
Love over and over
(1982) Matapédia (album)
(1996)
Heartbeats accelerating est le sixième album du duo canadien Kate & Anna McGarrigle. Produit par le québécois Pierre Marchand, connu pour ses collaborations avec Stevie Nicks, Sarah McLachlan ou Lhasa, il contient l'une des premières apparitions discographiques de Rufus Wainwright qui chante sur I'm losing you.
Le titre Heartbeats accelerating a été repris en 1993 par Linda Ronstadt, rencontrant alors un succès international, puis par Cœur de pirate pour la série télévisée Trauma. La chanson I eat dinner a été reprise par Rufus Wainwright & Dido pour la bande originale du film Bridget Jones : L'âge de raison,.

## Liste des titres
1. Heartbeats accelarating – 3:38 (Anna McGarrigle)
2. I eat dinner – 4:54 (Kate McGarrigle)
3. Rainbow ride – 4:38(Philippe Tatartcheff - Anna McGarrigle)
4. Mother mother – 4:20 (Kate McGarrigle)
5. Love is – 4:40 (Kate, Anna & Jane McGarrigle)
6. D.J. Serenade – 4:10 (Philippe Tatartcheff - Anna McGarrigle)
7. I'm losing you – 3:49 (Kate McGarrigle) avec Pierre Marchand et Rufus Wainwright
8. Hit and run love – 4:08 (Anna McGarrigle)
9. Leave me be – 5:17 (Kate, Anna & Jane McGarrigle)
10. St James hospital (Cowboy's lament) – 2:59 (Traditionnel, arrangé par Doc Watson)

## Musiciens
- Anna McGarrigle – Voix, claviers, piano, orgue Hammond B-3, batterie sur (5)
- Kate McGarrigle – Voix, accordéon, piano, claviers, guitare, banjo
- Pierre Marchand - Claviers, accordéon, programmations, orgue Hammond B-3
- Bill Dillon - Guitares (2,3,4,5,6,9)
- Michael Breen - Guitare (1,2,7)
- Richard Mischook - Guitare (6,8)
- Jason Lang - Guitares (4,8).
- Pat Donaldson - Guitare, basse (9)
- Daniel Gigon – Basse
- Marc Langis - Basse (3,6)
- Norman Barsalo - Basse (5)
- Yves Gigon – Batterie et percussions
- Michel Dupire - Percussions (3,9)
- Joel Zifkin (en) - Violon (1,7,9)